# Kar-Namag i Ardashir i Pabagan
El Kār-Nāmag ī Ardašīr ī Pābagān ("Libro de los hechos de Ardeshir, hijo de Pabag"; en persa: کارنامهٔ اردشیر بابکان), es una breve historia en prosa persa media escrita en el período sasánida (226-651). La historia narra la historia de Ardacher I, el fundador de la dinastía sasánida. La historia de su propia vida: su ascenso al trono, la batalla contra el rey parto Ardawān (o Artabanus) y la conquista del imperio por parte de la casa de Sāsān, así como episodios relacionados con su heredero Šābuhr y el hijo de este último, Ohrmazd.
Cuando nació Ardashir, pasó su infancia en la corte de Artabano IV de Partia y luego se escapó con un sirviente del Rey. Después de varias guerras con Artabano, Ardacher I derrotó y mató al rey, y así pudo fundar el nuevo imperio. El Karnamag está impregnado de la doctrina zoroastriana.

## Manuscritos
El único manuscrito independiente de este texto que se ha identificado hasta ahora es el códice MK, que fue copiado en 1322 en Gujarat por Mihrābān ī Kay-Husraw, un copista talentoso que pertenece a una conocida familia de escribas. El libro narra las aventuras épicas de Ardashir I, el fundador del Imperio Sasánida. La historia relata cómo el padre de Ardashir, Papak, soñó que su padre Sassan renacería como Ardashir. Según la historia, Ardashir I era el hijo natural de Sassan. Una rescensión de la misma historia se encuentra en el Shahnama. Sin embargo, el contenido del texto se basa en la tradición iraní más antigua, ya que algunos rasgos de la vida de Ardashir como se narran en este trabajo reflejan temas conocidos de la leyenda de Ciro el Grande.
Mary Boyce, una erudita británica de lenguas iraníes, comentó que "esta es una breve obra en prosa, de estilo simple, probablemente escrita en Pars hacia el final del período sasánida. Evidentemente, también fue obra de sacerdotes y La comparación con la interpretación de Firdausi muestra cuán efectivamente se borraron los elementos zoroastrianos en la redacción musulmana".

## Trama

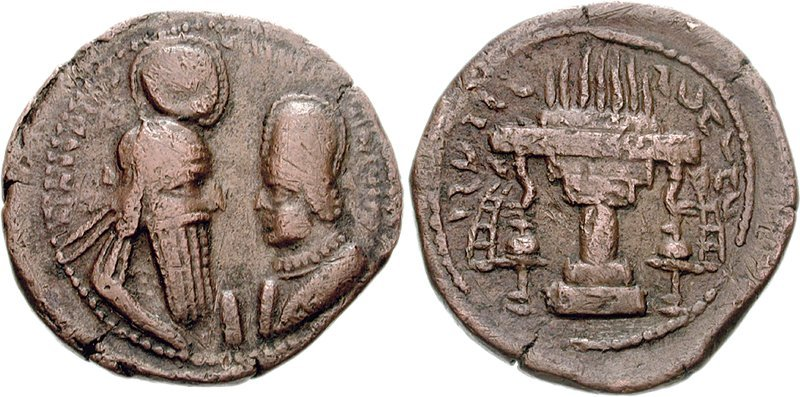
Moneda de Ardacher con Shapur I

La historia comienza con la doncella favorita del rey parto Ardavan, quien se enamoró de Ardashir y le informó de una profecía que el astrólogo jefe había anunciado al soberano. La criada escapó del dominio de Ardavand y, junto con Ardashir, escapan en dos caballos robados de los establos de Ardavan. Ardavan y sus tropas siguen el rastro de la doncella y Ardashir. Durante esta persecución, Ardavan pregunta a los transeúntes, quienes les dicen que habían visto a la pareja huyendo seguida de un gran carnero. El rey interroga a su Dastur sobre el significado de esta escena, y el sabio responde que el carnero representa a la xwarrah real, que aún no se había unido a Ardashir. En la mitología persa, una vez que un rey posee la divina xwarrah, es invencible. Durante el segundo día de persecución, a Ardavan se le dice que el carnero se sentó en la parte posterior del caballo de Ardashir I. Luego, el Dastur le aconseja que deje de perseguirlo, ya que Ardashir I ahora posee la xwarrah divina. La historia sigue con la descripción del triunfo de Ardashir sobre Ardavan en la batalla de Hormuzagān. Luego sigue su campaña contra un grupo de nómadas y luego su victoria contra Haftobād (un gusano gigante) a través de una estratagema sugerida por los piadosos hermanos Burzag y Burz-Ādur. Derrota a Haftobād vertiendo cobre fundido por la garganta de la criatura.
La última parte de la historia se relaciona con el hijo de Ardashir, Shapur I, y la vida del hijo de este último, Ohrmazd. La esposa de Ardashir, la hija de Ardawān, instigada por sus hermanos, atenta contra la vida del rey. La trama falla y Ardashīr la condena a muerte, a pesar de ella, pero el sabio y compasivo sacerdote zoroastriano, sin el conocimiento de Ardashir, le salva la vida para que pueda dar a luz a Shapur. Shapur se crio en la casa del Mowbed. Ardashir no tenía conocimiento del sacerdote perdonando la vida de su hijo. Según el Shahnama, el hombre santo se castra para estar más allá de toda sospecha. Años más tarde, el Mowbed le dice a Ardashir que salvó a Shapur I y, en consecuencia, es recompensado por Ardashir I. Un astrólogo indio predice que Irán solo será fuerte si la familia de Ardashir se une con la de su enemigo mortal Mihrag. Ardashir, sin embargo, luchó contra la familia de Mihrag y los exterminó. Sin embargo, una niña de la familia de Mihrag sobrevive y se casa con Shapur. Así nace el hijo de Shapur, Ohrmazd, y une a todo el Eranshahr bajo su mando y recibe tributo y homenaje de los otros reyes de la época.

## Traducción
La historia ha sido traducida a numerosos idiomas. La traducción al inglés más antigua fue traducida por Darab Dastur Peshotan Sanjana, B.A., 1896.

### Comparación en persa medio y persa moderno
Transliteración persa media en escritura latina:
   "pad kārnāmag ī ardaxšīr ī pābagān ēdōn nibišt ēstād kū pas az marg ī alaksandar ī hrōmāyīg ērānšahr 240 kadag-xwadāy būd. spahān ud pārs ud kustīhā ī awiš nazdīktar pad dast ī ardawān sālār būd. pābag marzobān ud šahryār ī pārs būd ud az gumārdagān ī ardawān būd. ud pad staxr nišast. ud pābag rāy ēč frazand ī nām-burdār nē būd. ud sāsān šubān ī pābag būd ud hamwār abāg gōspandān būd ud az tōhmag ī dārā ī dārāyān būd ud andar dušxwadāyīh ī alaksandar ō wirēg ud nihān-rawišnīh ēstād ud abāg kurdān šubānān raft".
Traducción persa moderna:
   در کارنامهٔ اردشیر بابکان ایدون نوشته شده‌است که پس از مرگ اسکندر رومی ، ایرانشهر را ۲۴۰ کدخدای بود. اسپهان و پارس و سامان‌های نزدیک به آن‌ها در دست سالار اردوان بود. بابک شهریار و مرزبان پارس و از گماردگان اردوان بود و در (شهرِ) استخر نشیمن داشت. بابک را هیچ فرزند نا‌م‌برداری نبود. و ساسان ، (که) شبانِ بابک بود ، همواره همراه با گوسفندان بود و از تخمهٔ دارایِ دارایان بود. و اندر دژخدایی (= حکومتِ بد) اسکندر به گریز و نهان‌روش شده بود و با کُردهای شبان می‌رفت.

#### En español
"En el registro de Ardacher hijo de Pabag, está escrito que después de la muerte de Alejandro Magno, Iranshahr tenía 240 dioses de bacalao. Isfahán y Pars y los sistemas cercanos a ellos estaban en manos del gobernante de Ardavan. Babak Shahriyar y Marzban Pars eran de Ardavan y tenían una piscina en la ciudad. Babak no tuvo hijos. Y Sasan, que era el pastor de Babak, siempre estaba con las ovejas y tenía las semillas de quienes las tenían. Y en la fortaleza de Dios (= mal gobierno) Alejandro había escapado y se estaba escondiendo y se iba con los pastores kurdos."